# Chanson espagnole
Chanson espagnole est une mélodie pour duo vocal et piano de Claude Debussy composée début 1883 sur un poème d'Alfred de Musset.

## Présentation
Chanson espagnole, à l'incipit « Nous venions de voir le taureau », est composé début 1883, sur un texte d'Alfred de Musset (publié sous le titre « Les Filles de Cadix », Œuvres posthumes. Poésies diverses, Paris, Lemerre, 1876, p. 18).
La mélodie, dédiée à Mme Vasnier, soprano colorature et première muse du compositeur, consiste en un duo pour deux voix égales avec accompagnement de piano.
Le manuscrit autographe est conservé à la BnF (no 7 du « recueil Vasnier », ancienne collection Henry Prunières).
La partition est publiée en 1983 par Salabert dans le recueil Chansons (édité par Arthur Hoérée).
La durée moyenne d'exécution de la pièce est de trois minutes trente environ.
Dans le catalogue des œuvres du compositeur établi par le musicologue François Lesure, Chanson espagnole porte le numéro L 49 (42).

## Discographie
- Claude Debussy : intégrale des mélodies, 4 CD, Liliana Faraon et Magali Léger (sopranos), Marie-Ange Todorovitch (mezzo-soprano), Gilles Ragon (ténor), François Le Roux (baryton), Jean-Louis Haguenauer (piano), Ligia Digital, 2014[5],[6] ;
- Debussy Songs vol. 4, Lucy Crowe (en) et Jennifer France (sopranos), Malcolm Martineau (piano), Hyperion Records CDA68075, 2018 ;
- Claude Debussy : The complete works, CD 20, Liliana Faraon (soprano) et Marie-Ange Todorovitch (mezzo-soprano), Jean-Louis Haguenauer (piano), Warner Classics, 2018[7].